# 苏学云
苏学云（1956年—），安徽亳州人，回族，中华人民共和国政治人物、第十一届全国人民代表大会安徽地区代表。
毕业于合肥工业大学水文地质工程地质专业。加入九三学社。担任九三学社蚌埠市主委。2008年起担任全国人大代表。